# Естер Штаублі
Естер Штаублі (3 жовтня 1979, Берн) — швейцарський футбольний арбітр. Арбітр ФІФА з 2006 року. Судить матчі в Челлендж-лізі Швейцарії та жіночій Суперлізі Швейцарії.
Агроном за фахом, Штаублі також читає лекції в університеті міста Цоллікофен.

## Суддівська кар'єра
Штаублі судила фінал жіночої Ліги чемпіонів УЄФА 2015 року, а також була арбітром Чемпіонату світу з футболу серед жінок 2015 року в Канаді.
У 2014 році вона посіла четверте місце у рейтингу найкращих жінок-арбітрів світу Міжнародної федерації футбольної історії та статистики (IFFHS), поступившись переможниці Бібіані Штайнхаус.
Штаублі вперше судила в чоловічій швейцарській Челлендж-лізі у вересні 2014 року, після чого отримала позитивну оцінку за свою роботу від тренера ФК Волен Чіріако Сфорца.
На чемпіонаті Європи 2013 року Штаублі судила, зокрема, півфінал між Швецією та Німеччиною. 2 грудня 2014 року вона судила другий матч плей-офф Панамериканського відбору до Чемпіонату світу 2015 року між Еквадором та Тринідадом і Тобаго, в якому Еквадор став останньою командою, що кваліфікувалася на Чемпіонат світу. 2 травня 2016 року ФІФА номінувала Штаублі на Чемпіонат світу 2015 року. 2 травня 2016 року вона була номінована на свій перший олімпійський футбольний турнір, де судила групові матчі між Південною Африкою та Китаєм і між Австралією та Зімбабве.
На чемпіонаті Європи з футболу серед жінок 2017 року Штаублі судила фінал між Нідерландами та Данією.
У жовтні 2017 року вона була однією з семи жінок-арбітрів у складі суддівської бригади на чемпіонаті світу серед юнаків до 17 років в Індії, що стало першим випадком, коли кілька жінок судили на чоловічому чемпіонаті світу. 14 жовтня вона судила груповий матч між Японією та Новою Каледонією, що стало першим випадком за 16 років, коли жінка-арбітр судила чоловічий матч ФІФА.
У грудні 2018 року Штаублі призначили арбітром Чемпіонату світу з футболу серед жінок 2019 року у Франції.
У серпні 2022 року Штаублі працювала відеоасистентом на чемпіонаті світу 2022 року U-20 в Коста-Риці.
9 січня 2023 року ФІФА призначила її до складу суддів Чемпіонату світу з футболу серед жінок 2023 року в Австралії та Новій Зеландії. На чемпіонаті вона відсудила 3 гри (два матчі групового етапу та чвертьфінал).